# UGC 4078
UGC 4078 è una galassia a spirale visibile nella costellazione della Giraffa.
La galassia è vista pressoché di taglio; la forma dei bracci è rilevabile solo parzialmente; sovrapposta prospetticamente alle zone centrali del nucleo vi è una stella della Via Lattea, GSC 4635:2041, di magnitudine 12,4.
Situata a 4' dal confine con la costellazione di Cefeo, a 2' a sud vi è la stella GSC 4635:119, di magn. 11,4.